# Isonema buchholzii
Isonema buchholzii là một loài thực vật có hoa trong họ La bố ma. Loài này được Engl. mô tả khoa học đầu tiên năm 1886.